# 神庙

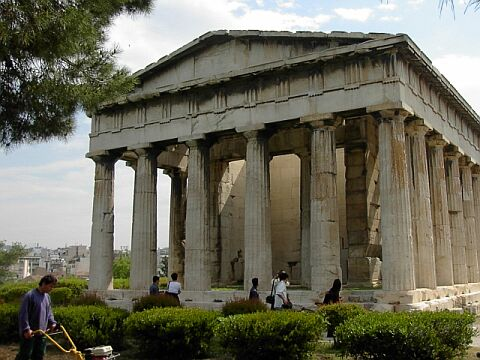
雅典多利斯型赫淮斯托斯神庙

神廟，或称为寺庙、圣殿、神殿、寺院（英語：Temple），是指供奉神明或宗教人物的建築，以供信士進行祭祀、祈禱、禮拜等宗教儀式，不同宗教有不同的神廟，很多邪教也将会所称为神殿。

## 稱呼
在華人地區，依不同宗教有不同稱呼，如廟、殿、堂、壇、宮、府、院、寺、庵、佛堂、道場、精舍、教堂、禮拜堂、神社等。
特別宗教，如日本神道教多稱神社、大社、神宮；伊斯蘭教稱禮拜寺、清真寺；基督教称作教堂；巴哈伊教稱靈曦堂。

## 延伸阅读
[在维基数据编辑]
 《欽定古今圖書集成·博物彙編·神異典·神廟部》，出自陈梦雷《古今圖書集成》